# Maleiers
De Maleiers vormen de grootste bevolkingsgroep in Zuidoost-Azië. In Maleisië noemen de Maleiers zichzelf orang Melayu. 

## Situering
In Zuidoost-Azië leven rond de 400 miljoen Maleiers. De meesten wonen in Indonesië (circa 260 miljoen) en in Maleisië (circa 23 miljoen). Ook in het zuiden van Thailand wonen Maleiers. In enkele provincies vormen zij de meerderheid van de bevolking.

## Geschiedenis
De Maleiers woonden drieduizend jaar geleden al rond de Straat Malakka. Dit was destijds geen politieke grens, maar een zeepassage die verschillende groepen van dezelfde familie met elkaar verbond. Naast ervaren zeevaarders waren zij ook goede landbouwers. Ze beschikten over geavanceerde landbouwmethoden en hadden bijvoorbeeld metalen werktuigen als bijlen en schoffels. 
De uitvinding van de kris, een korte dolk, kan aan hen toegeschreven worden.

## Cultuur
De Maleiers leven vooral in de landelijke gebieden. Het zijn voornamelijk boeren met soms kleine palmolie- of rubberplantages. Ze wonen in hechte gemeenschappen, vaak in traditionele kampongs of houten paalwoningen. Ze zijn zelfvoorzienend: ze verbouwen groenten en fruit, en houden kippen, geiten, buffels en koeien. Aan de kust wonen vissers en vindt men kokosplantages. 
De meeste Maleise vrouwen dragen traditionele kleding: de baju kurung met een sarong. De mannen dragen een baju Melayu met een sampin, een korte sarong die ze rond hun middel winden; deze kleding wordt echter bijna alleen nog tijdens officiële gelegenheden gedragen. Door het nieuwe economische beleid spelen veel Maleiers tegenwoordig een belangrijke rol in de politiek en de handel.

## Godsdienst
Het traditionele geloof was gebaseerd op het animisme. Tegenwoordig zijn veel Maleiers moslim. Op Bali vindt men echter grotendeels hindoes en op de Filipijnen in meerderheid (katholieke) christenen. Op Celebes (Sulawesi) vormen de christenen een minderheid; zie ook Minahasa en Toraja.